# Tropidurus guarani
Tropidurus guarani là một loài thằn lằn trong họ Tropiduridae. Loài này được Alvarez, Cei & Scolaro miêu tả khoa học đầu tiên năm 1994.